# Перрен, Ален
Але́н Перре́н (фр. Alain Perrin; род. 7 октября 1956, Люр) — французский футболист, более прославившийся на тренерском поприще.

## Карьера игрока
Выступал за клубы «Нанси» и «Варанжевиль».

## Карьера тренера
В 1983—1987 годах был играющим тренером «Нанси», работал специалистом по юниорам при Арсене Венгере. Доработав там до 1993 года, был приглашён в качестве главного тренера в «Труа», с которым за 6 сезонов трижды выходил в более сильный дивизион, пока в 1999 году не вышел в первый дивизион. В сезоне 2000/01 клуб квалифицировался в Кубок Интертото, откуда добрался до второго раунда Кубка УЕФА.
В сезоне 2002/03 возглавил марсельский «Олимпик» и сразу завоевал третье место в чемпионате. Однако следующий сезон у команды начался не столь удачно, и в январе 2004 года его уволили. В том же году он принял клуб «Аль-Айн» из ОАЭ, но в октябре его уволили и оттуда.
В апреле 2005 года Перрена пригласили в английский «Портсмут», где он заменил исполнявшего обязанности главного тренера Велимира Заеца после ухода в ноябре Гарри Реднаппа. Новый тренер помог команде избежать вылета из премьер-лиги, но в следующем ноябре, после того как в 20 встречах под его руководством было одержано всего 4 победы, он был отправлен в отставку.
Вернулся в футбол Перрен через полгода, когда ему предложили возглавить «Сошо». В чемпионате команда финишировала седьмой, выиграв также Кубок Франции сезона 2006/07. Следующий сезон он начал уже с «Лионом», которому он помог выиграть Суперкубок, Кубок Франции и очередное чемпионство, после чего его отправили в отставку по просьбе тренерского штаба во главе с Робером Дюверном.
11 ноября 2008 года Перрен принял «Сент-Этьен» после провального старта сезона. С 2010 года работал в Катаре — на протяжении двух лет Перрен тренировал клуб «Аль-Хор», а затем возглавил олимпийскую сборную Катара.

## Достижения

### Командные
Как главного тренера «Труа»:
- National 2:
  - Место в тройке: 1994 (выход в National 1)
- National 1:
  - Второе место: 1996 (выход в Division 2)
- Division 2:
  - Третье место: 1998 (выход в Division 1)
- Кубок Интертото:
  - Победитель: 2001

Как главного тренера марсельского «Олимпика»:
- Чемпионат Франции:
  - Третье место: 2003

Как главного тренера «Сошо»:
- Кубок Франции:
  - Победитель: 2007

Как главного тренера лионского «Олимпика»:
- Суперкубок Франции:
  - Победитель: 2007
- Чемпионат Франции:
  - Победитель: 2008
- Кубок Франции:
  - Победитель: 2008